# (4864) Nimoy
(4864) Nimoy – planetoida z głównego pasa planetoid okrążająca Słońce w ciągu 3,88 lat w średniej odległości 2,47 au. Odkrył ją Henri Debehogne 2 września 1988 roku w Obserwatorium La Silla.
Nazwa planetoidy upamiętnia Leonarda Nimoya (1931-2015) – amerykańskiego aktora, reżysera i poetę, znanego przede wszystkim z roli Spocka w serialu science fiction Star Trek i filmach serii Star Trek. Nazwę tę nadano 2 czerwca 2015 roku, kilka miesięcy po śmierci Nimoya.